# Körting Hannover

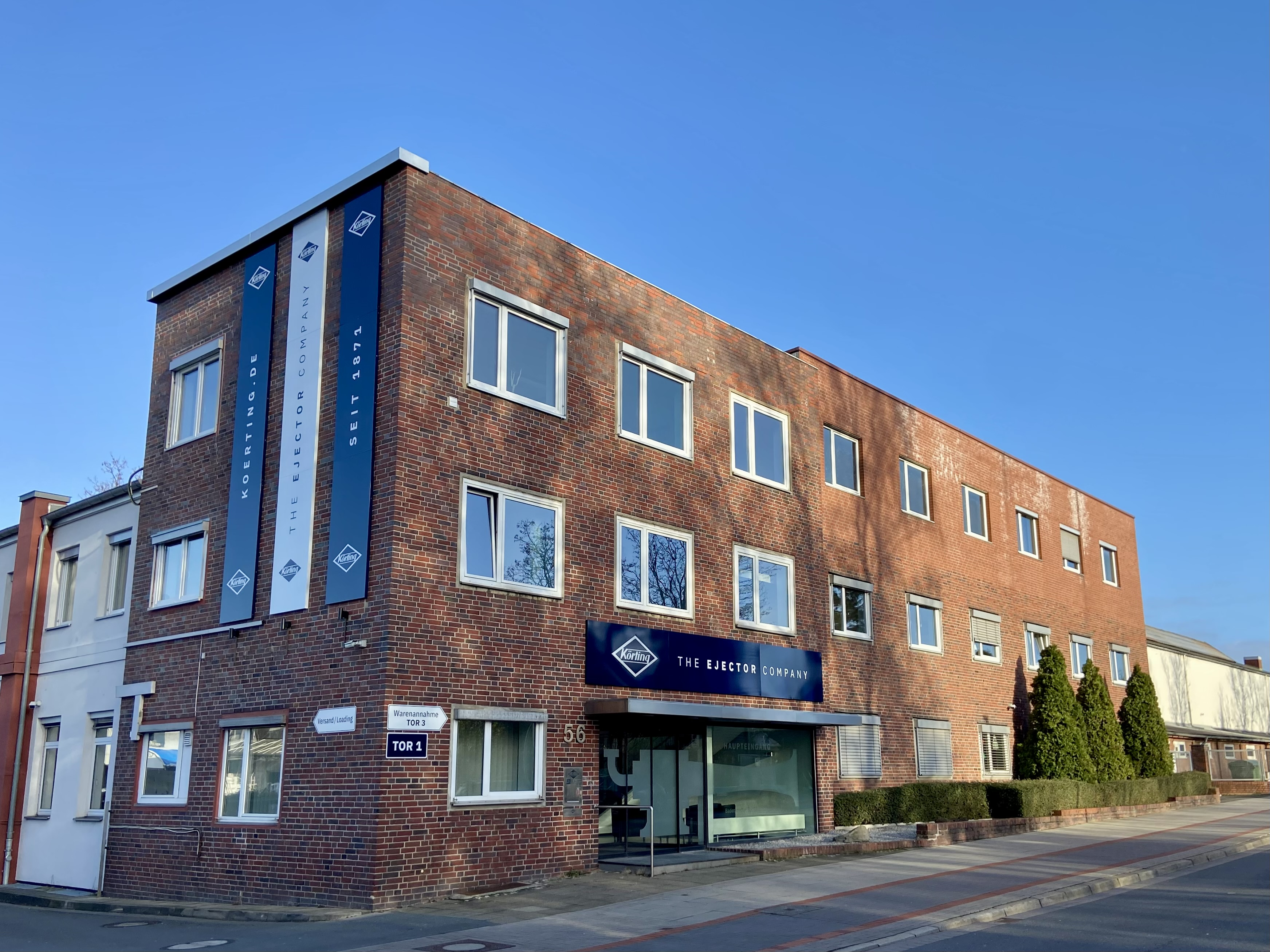
Haupteingang des Verwaltungsgebäudes von Körting in Hannover, 2025

Ehemaliges Logo

Die Körting Hannover GmbH ist ein familiengeführtes Apparatebau-Unternehmen mit Sitz in Hannover. Mit der Entwicklung des Unternehmens haben sich auch die Firmierungen gewandelt: 
- 1871 Gebrüder Körting OHG
- 1903 Gebr. Körting AG
- 1934 Körting Maschinen- und Apparatebau AG
- 1955 Körting AG
- 1979 Körting Hannover AG
- seit 2019 Körting Hannover GmbH

Das Unternehmen spielte Ende des 19. und Anfang des 20. Jahrhunderts eine führende Rolle in Deutschland und Europa bei der Entwicklung von Strahlpumpen, insbesondere Dampfstrahlpumpen. Bis heute produziert Körting Strahlpumpen und darauf basierende Vakuumanlagen sowie Heizungsbrenner und Apparate der thermischen und chemischen Verfahrenstechnik.

## Geschichte
Die Firma Gebrüder Körting wurde am 1. November 1871 von den Brüdern Berthold und Ernst Körting in Hannover gegründet. Dazu mieteten die Brüder ein kleines Büro und einen kleinen Raum auf dem Hinterhof der heutigen Joachimstraße 13 nahe dem Hauptbahnhof Hannover. Berthold übernahm vorwiegend die kaufmännische, Ernst die technische Führung. Die Brüder starteten erfolgreich mit der Entwicklung und Patentierung eines der ersten funktionierenden Injektoren. Anfangs wurden zwei Arbeiter beschäftigt.
Wegen der ständig wachsenden Aufträge mietete das Unternehmen 1872 eine Fabrik an der Celler Straße in der heutigen Oststadt. Sie bestand aus zwei kleinen Betriebsgebäuden mit einer 12-PS-Dampfmaschine. Damals wurden 41 Arbeiter beschäftigt. Das junge Unternehmen stellte Dampf- und Wasserstrahlpumpen sowie die dazugehörigen Kondensatoren her. 1874 lieferte das kleine Werk bereits 2000 Strahlapparate.
Das Unternehmen wuchs schnell und gründete binnen weniger Jahre Vertretungen in Deutschland, Europa (London, Paris, Mailand, Genua, Barcelona, Breslau, Paris, Sankt Petersburg, Wien) und in Übersee (Philadelphia). Das erste Auslandszweiggeschäft entstand als „Körthing Brothers“ in Manchester. 1874 wurde das Amerikageschäft eröffnet. 1880 arbeiten für das Unternehmen 20 Angestellte und 170 Arbeiter. Die Produktpalette wurde um Zentralheizungen, Gaswäscher, Gas-, Benzin- und Dieselmotoren, Dampfstrahl-Feuerspritzen und Kellerpumpen erweitert. In ihrer neu gestalteten Annonce wies das Unternehmen auf bisherige Auszeichnungen hin. Saugluftbremsen der Firma Körting waren in vielen Eisenbahnfahrzeugen der damaligen Zeit zu finden. Körting baute 1910 auch die erste Holzwarth-Gasturbine.

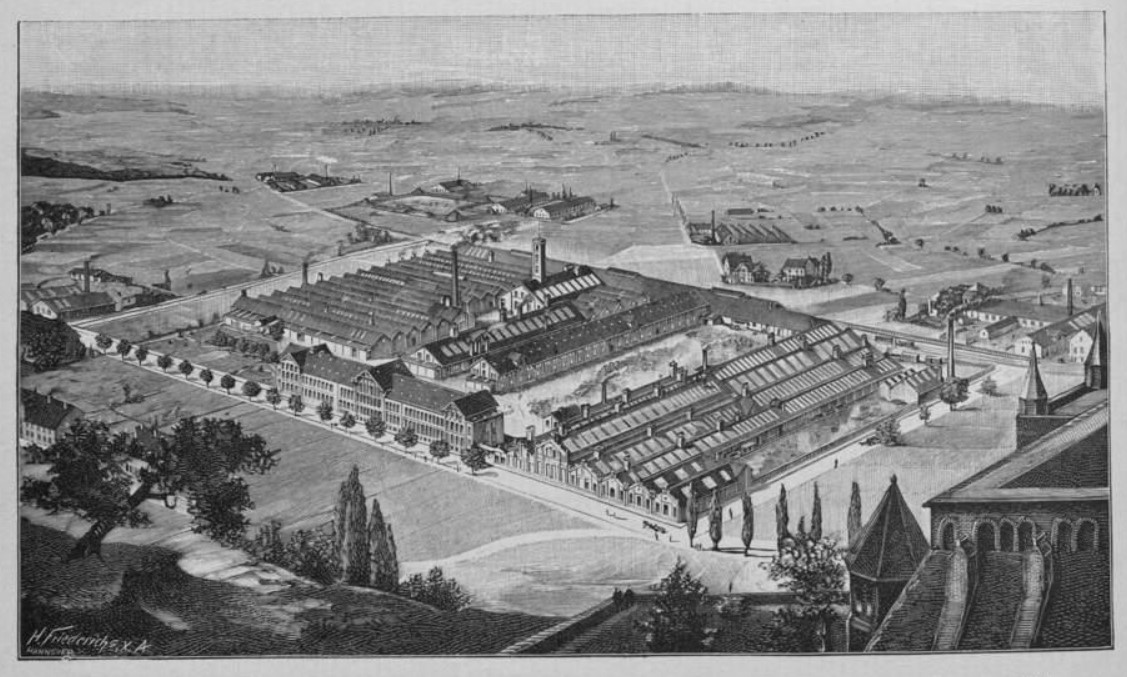
Vogelschau über die Fabrikanlage nahe Körtingsdorf, um 1890;
Holzstich von Hermann Friederichs

1889 wurde eine neue, größere Fabrik mit großer Gießerei und eigenem Kraftwerk in Linden errichtet, wo die Firma ihren Sitz hat. Im Jahr 1898 trat durch Heirat von Irma Körting mit Gustav Fusch die Familie Fusch in das Unternehmen ein. In unmittelbarer Nachbarschaft entstand ab 1890 für die Beschäftigten eine Arbeitersiedlung mit eigener Schule, das sogenannte „Körtingsdorf“.
Zu Spitzenzeiten vor der Weltwirtschaftskrise beschäftigte Körting etwa 1700 Arbeiter und 400 Angestellte. Das Unternehmen war einer der größten Arbeitgeber in der Region Hannover. Zeitweise wurden auch Motoren und landwirtschaftliche Geräte wie Tragpflüge hergestellt. Während des Ersten Weltkriegs stellte Körting unter anderem Granatzünder her und beschäftigte dafür zahlreiche Frauen.
Die Entwicklung von Großgasmaschinen Anfang des 20. Jahrhunderts brachte für Körting nicht den erhofften Erfolg, sodass dieser Zweig nach kurzer Zeit wieder aufgegeben wurde. Die Produktpalette wurde im Laufe des 20. Jahrhunderts kontinuierlich angepasst, wobei die Kernkompetenz, die Strömungsapparate (Strahlpumpen, Düsen und Brenner), immer weiter verfeinert wurde. Im Gegenzug wurde die Motoren- und Turbinentechnik zurückgefahren und letztlich aufgegeben.
Im 21. Jahrhundert befindet sich das Unternehmen Körting in fünfter Generation im Familienbesitz Körting/Fusch.

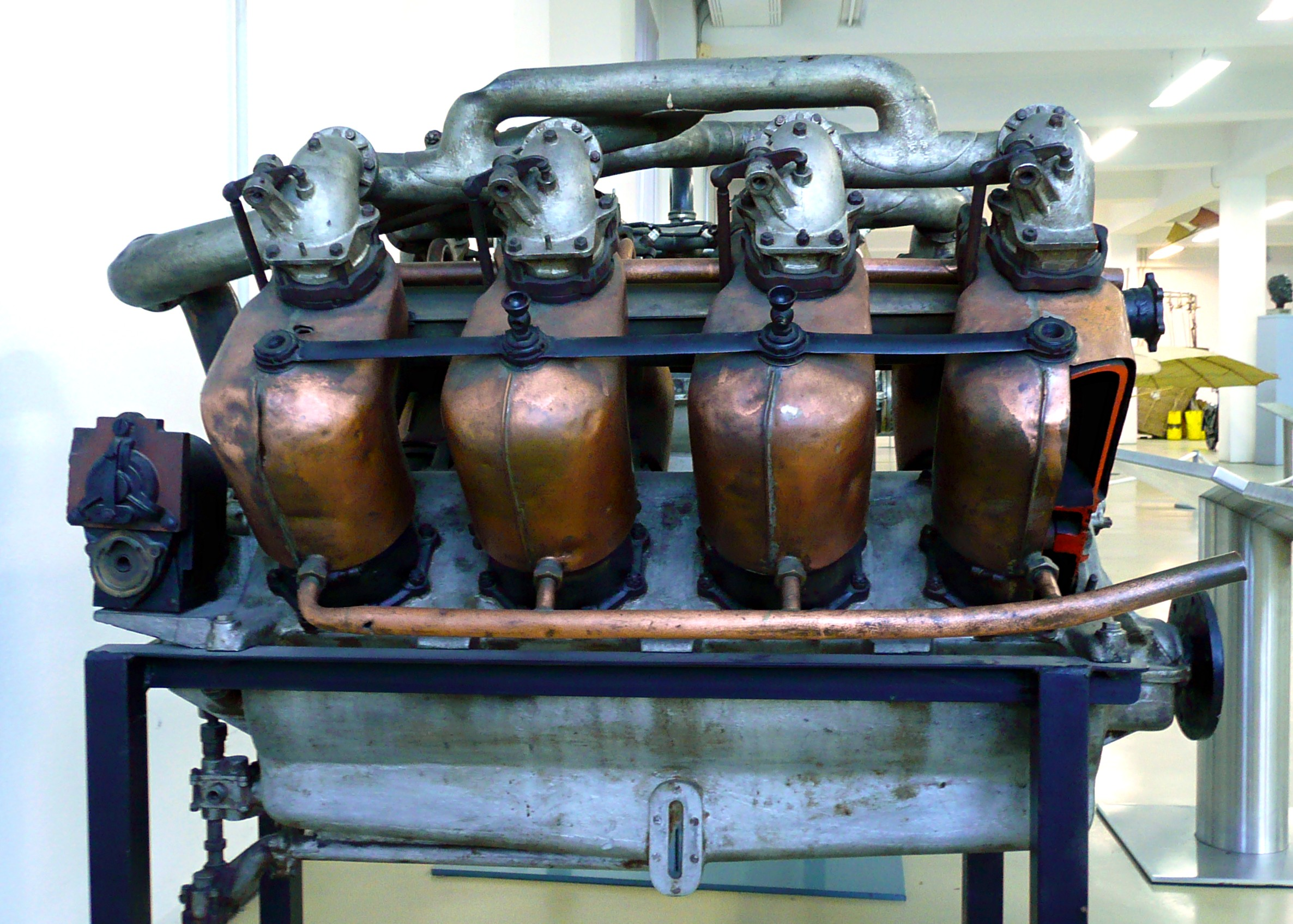
Luftschiff-Motor von 1908
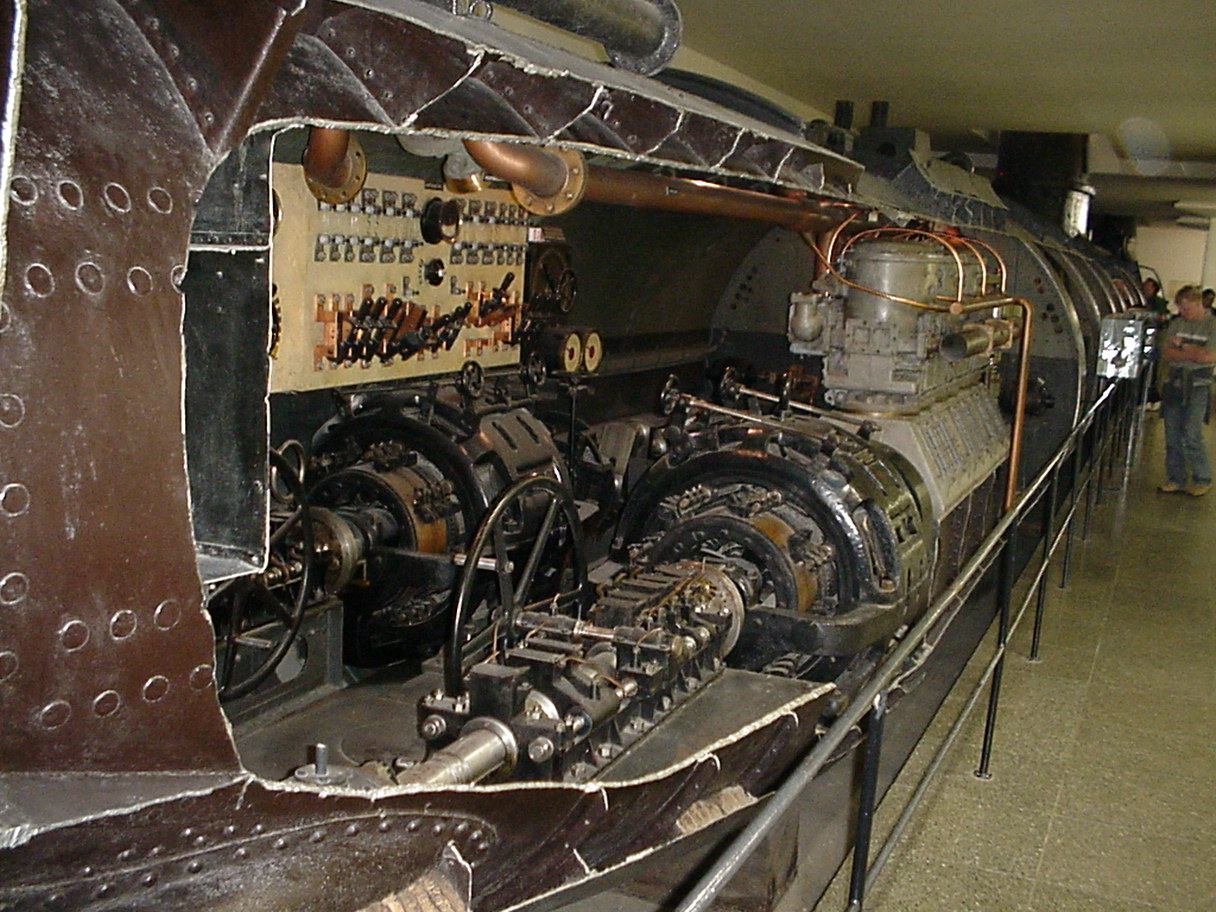
U 1, das erste U-Boot der Deutschen Kaiserlichen Marine (Baujahr 1906), mit Petroleummotor von Körting
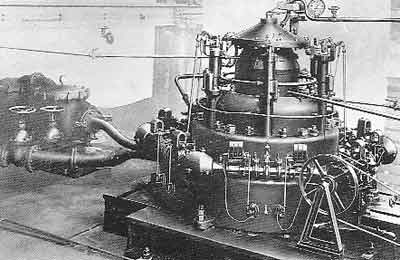
Holzwarth-Gasturbine auf dem Prüfstand bei Körting (1909)
Letzte Häuser des Körtingsdorfs
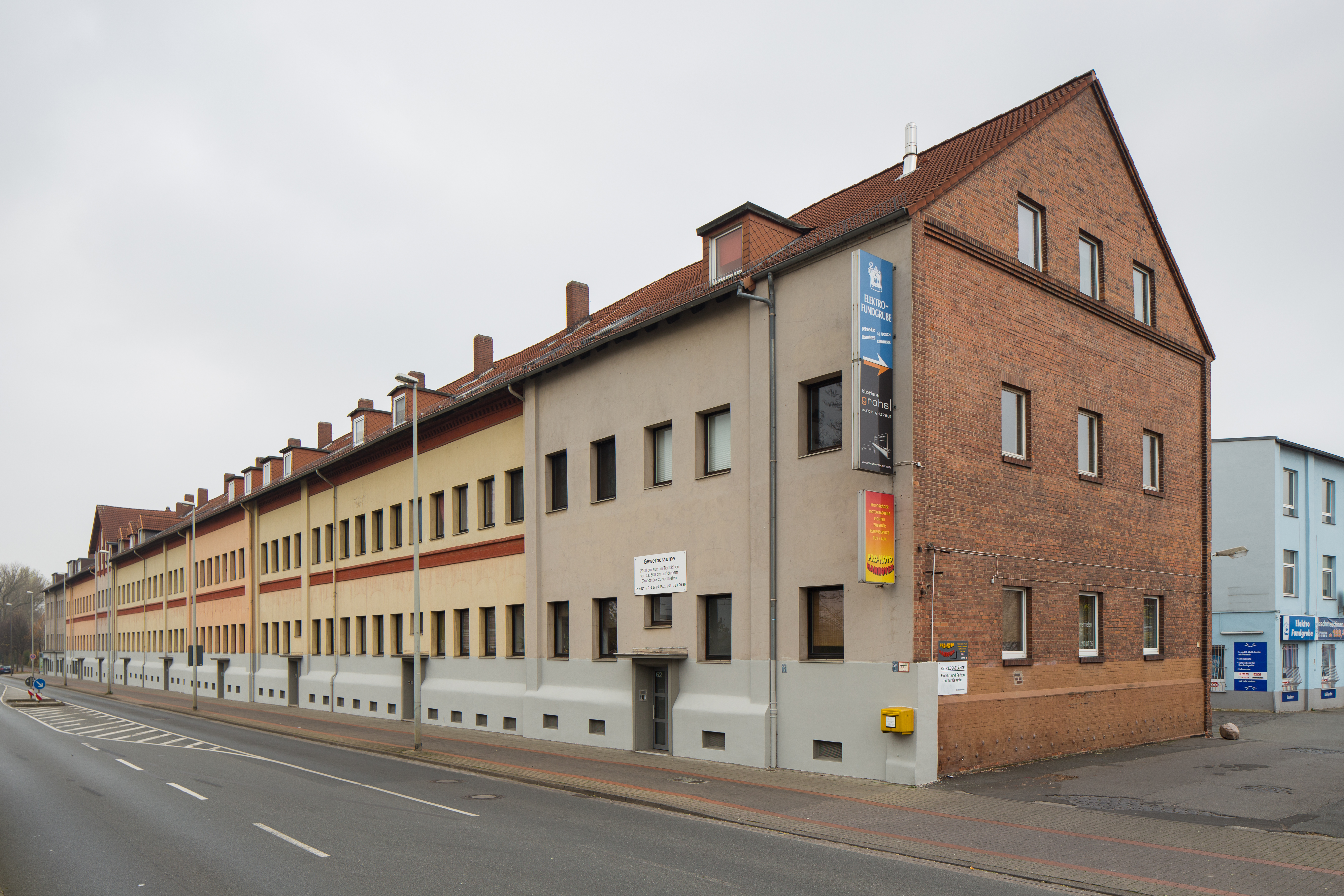
Ehemaliges Verwaltungsgebäude an der Badenstedter Straße
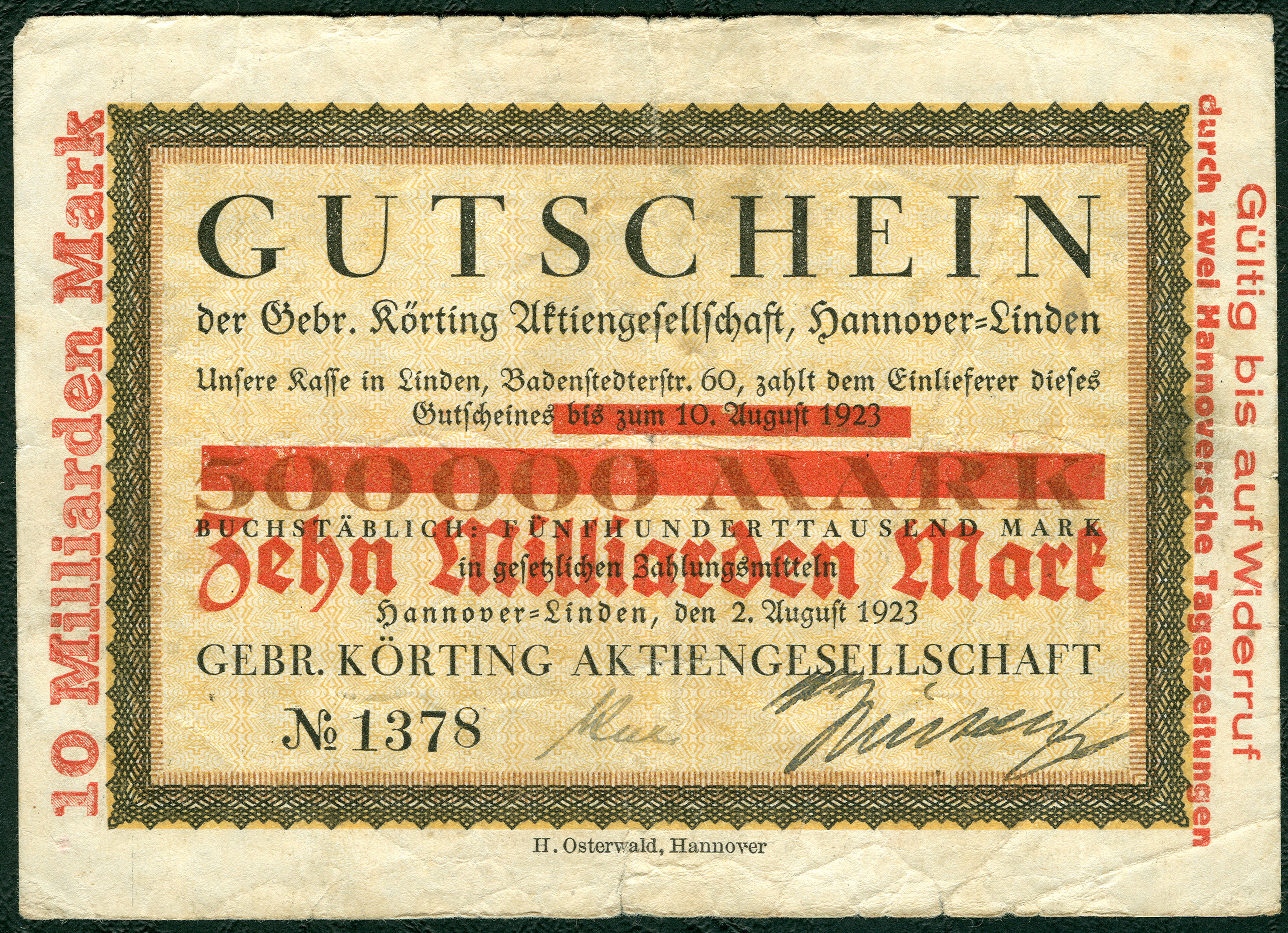
Notgeld über 10 Milliarden Mark 1923 während der Deutschen Hyperinflation
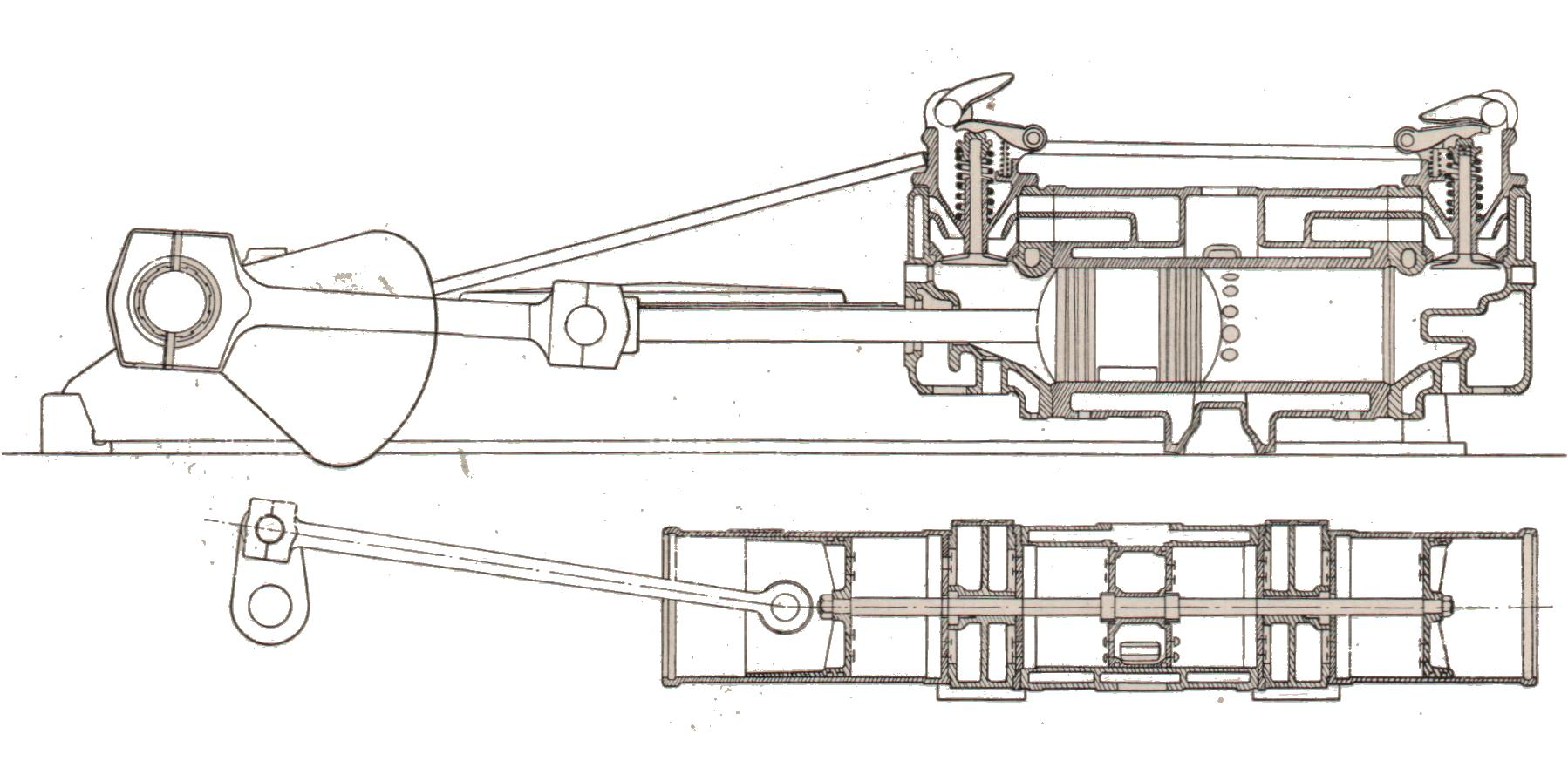
Körting-Gasmotor 1915
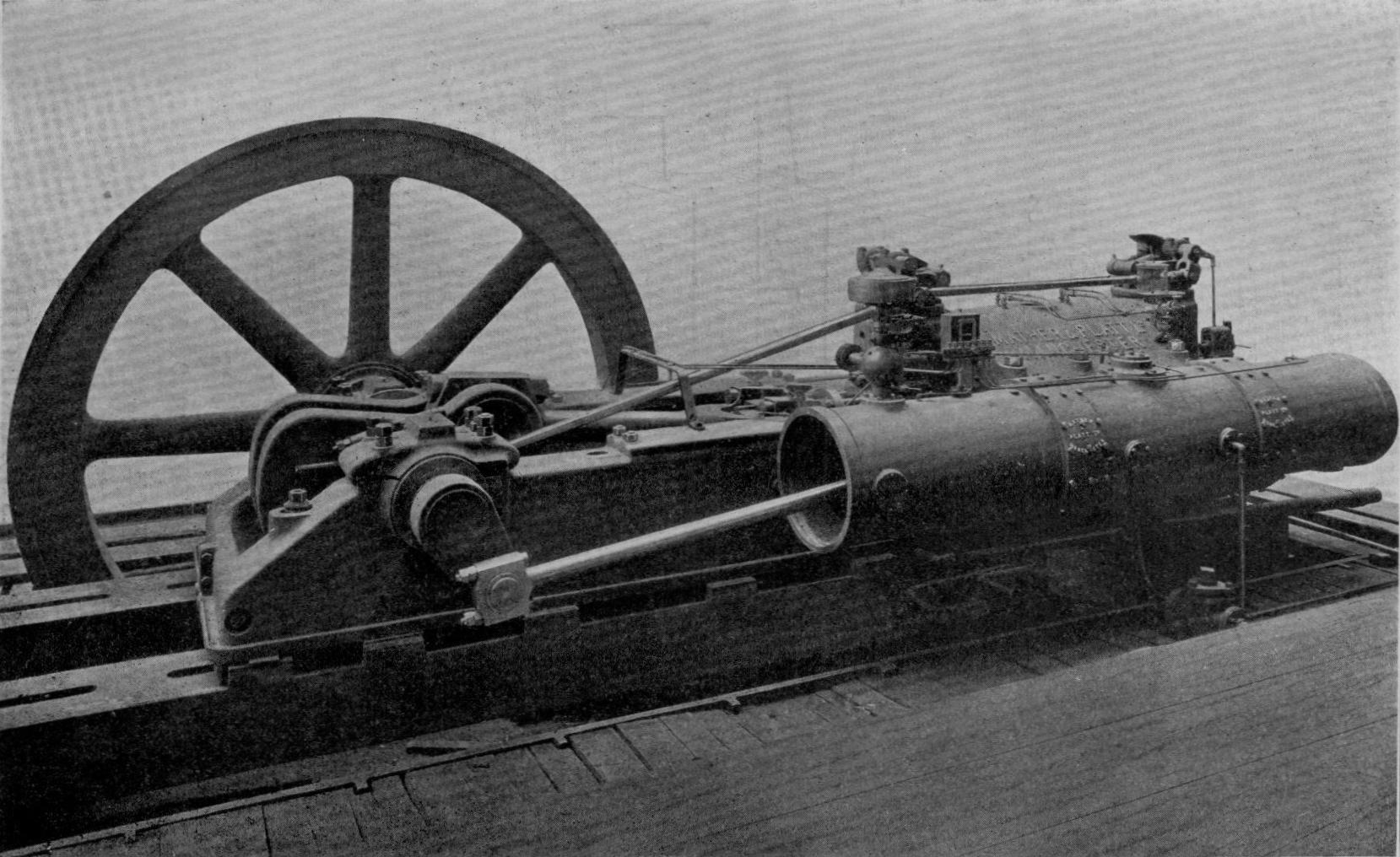
Körting-Gasmotor 1915
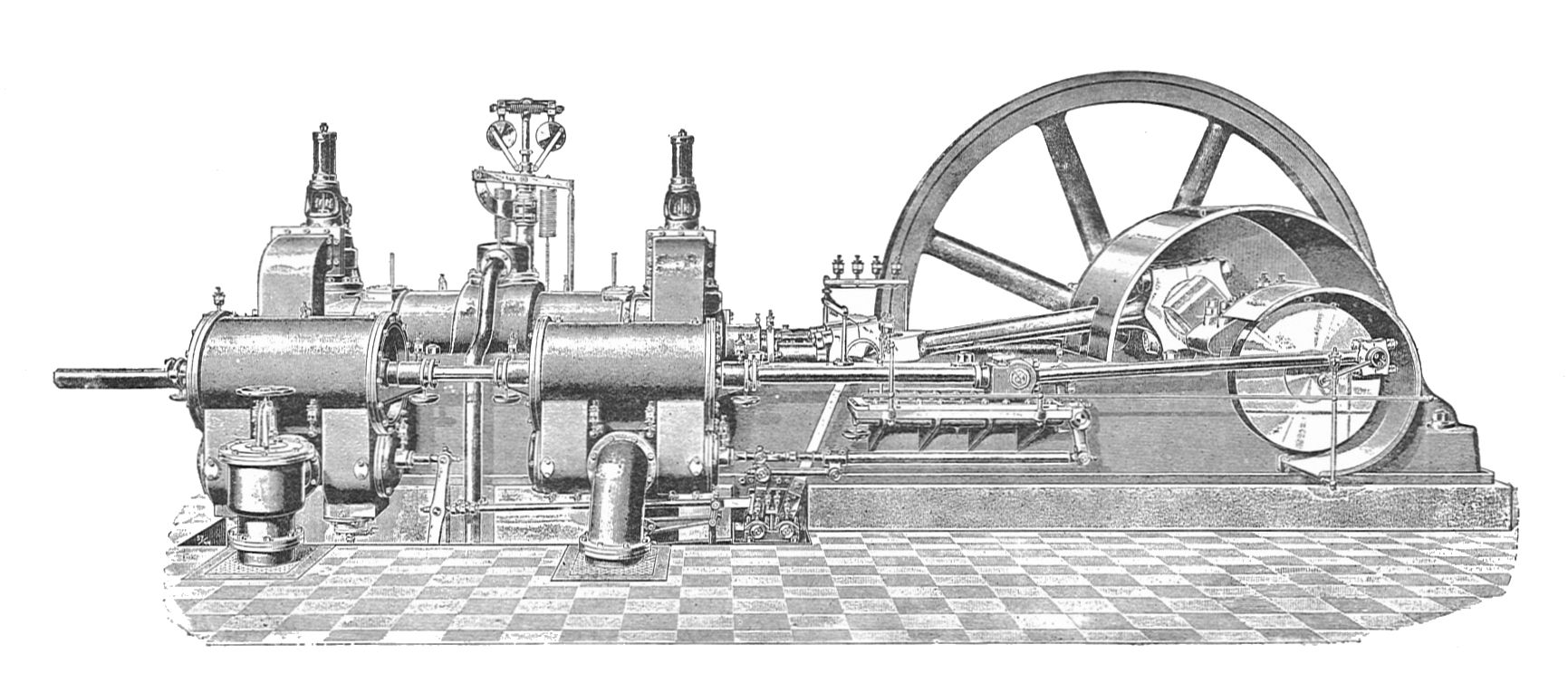
Körting-Gasmotor 1903
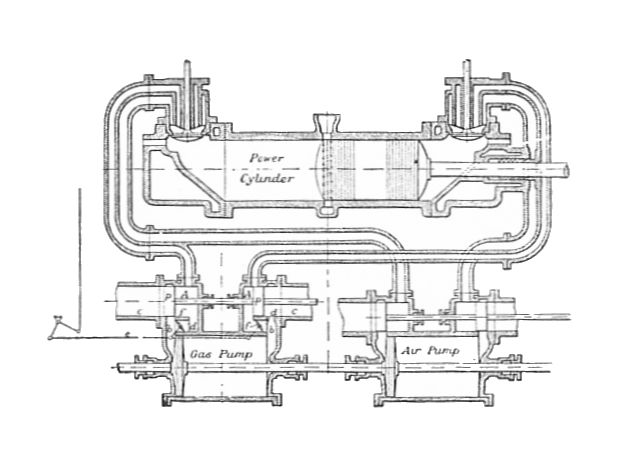
Körting-Gasmotor 1903 – Schnittansicht
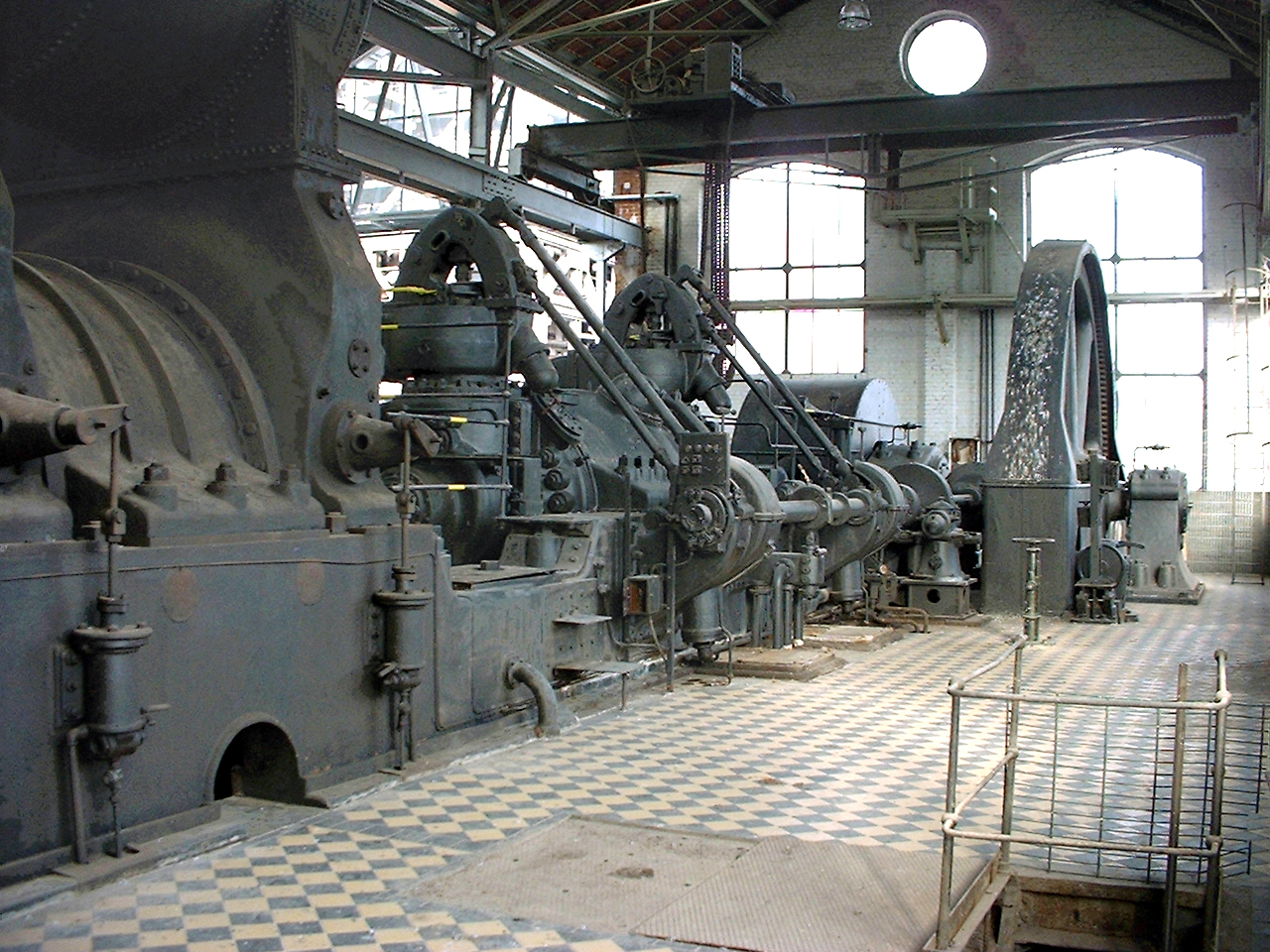
Zweitakt-Großgasmaschine aus dem Jahr 1906 nach einem Patent von Ernst & Berthold Körting
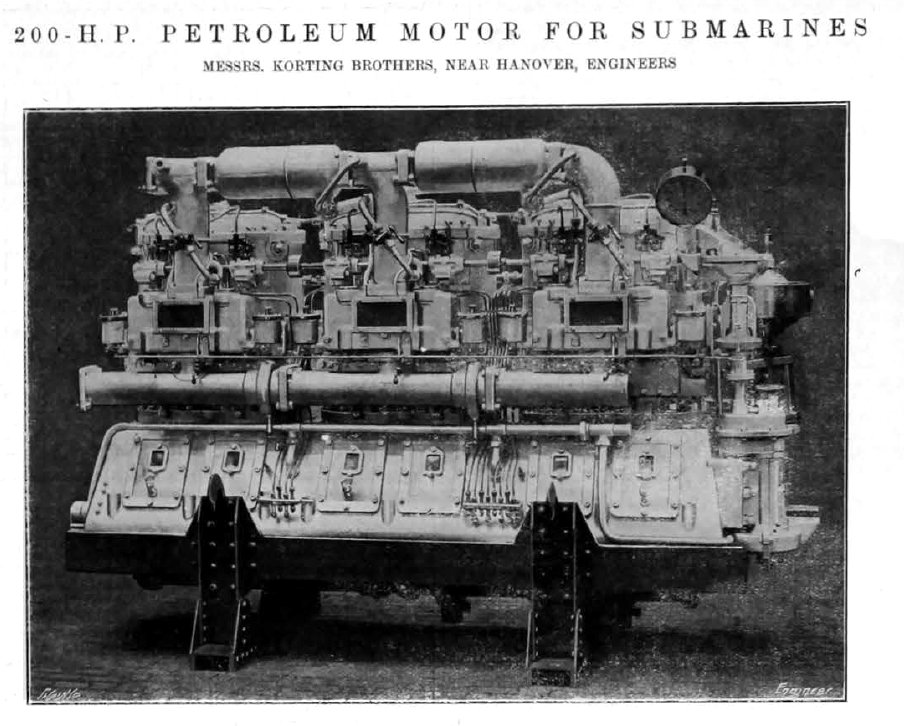
U-Boot-Motor 1906
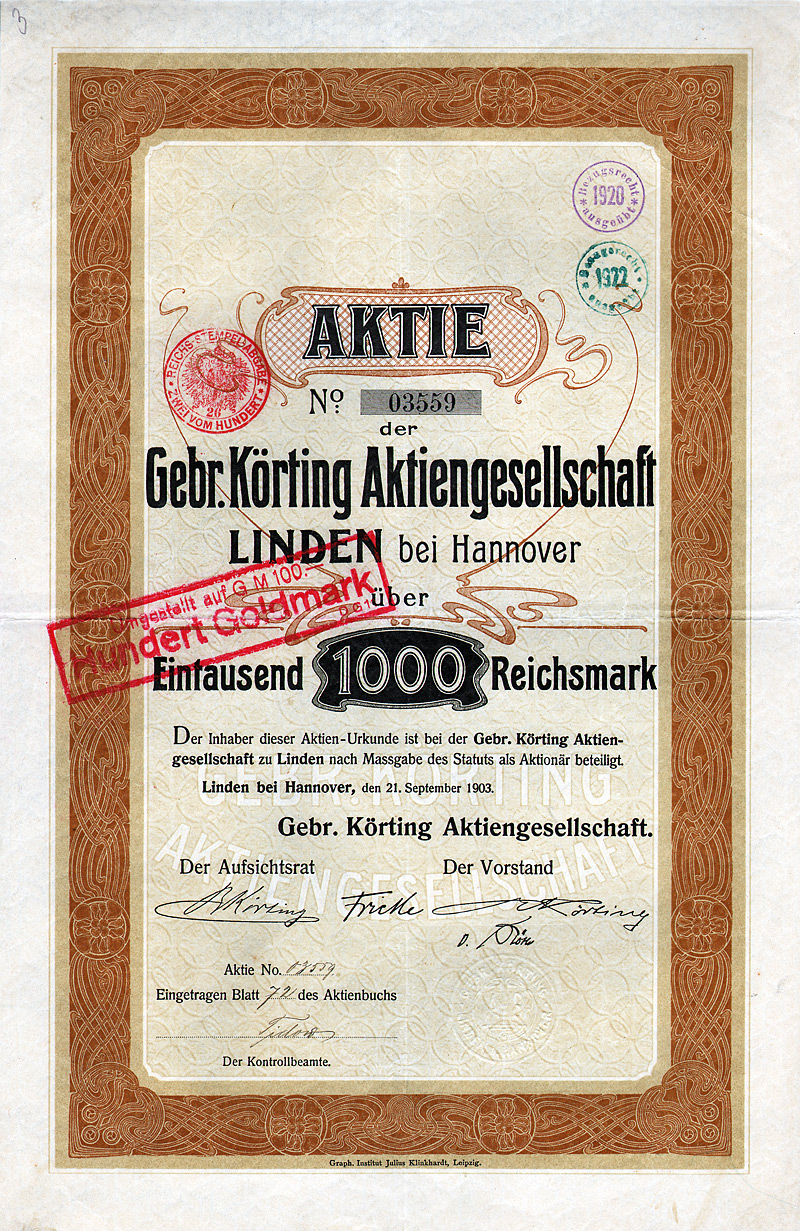
Aktie über 1000 Mark der Gebr. Körting AG vom 21. September 1903
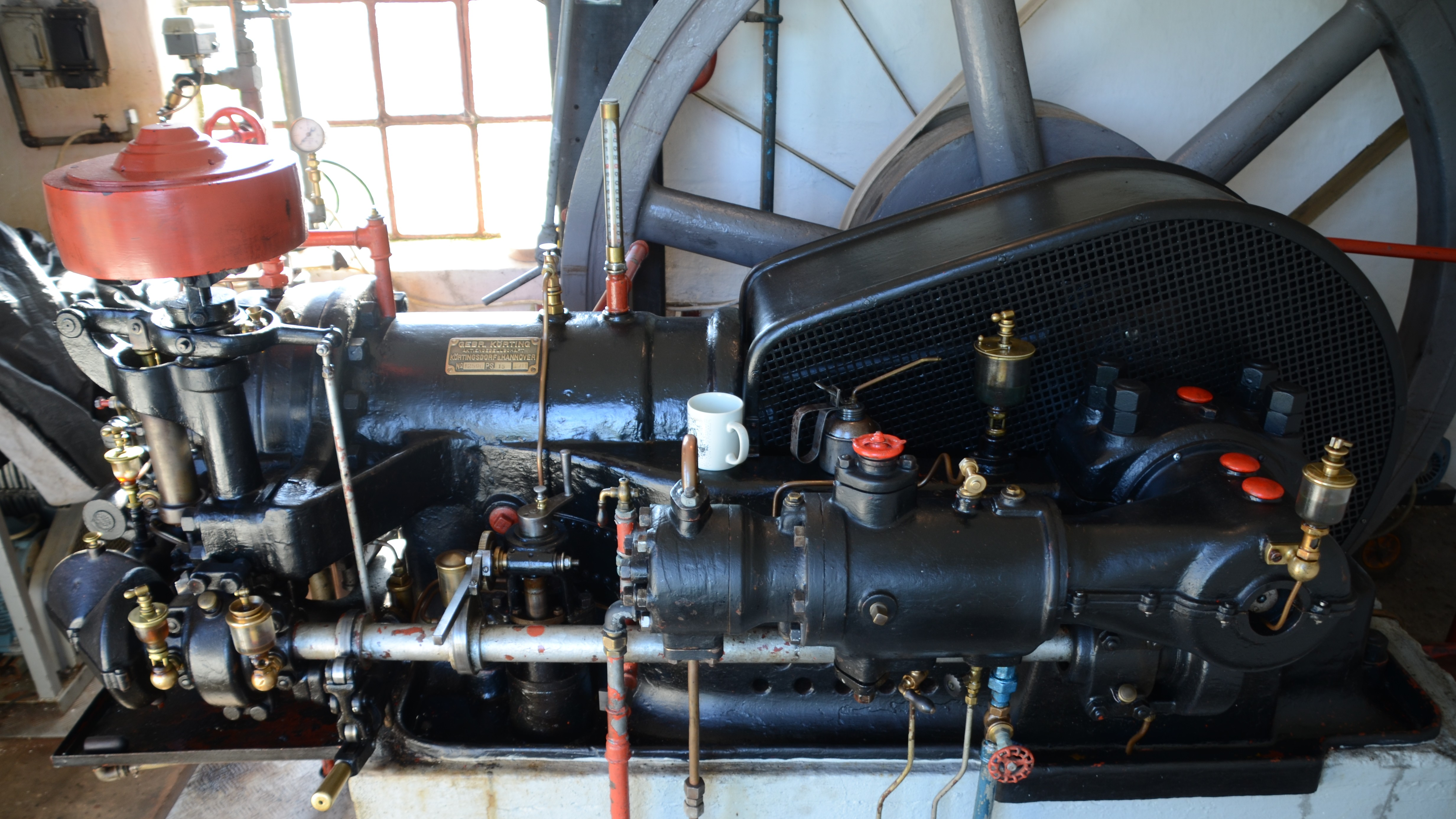
15-PS-Motor von 1911 in der Mühle Damgaard bei Hovslund Stationsby

## Weitere Persönlichkeiten
- Sigmund Meyer (Ingenieur) (1873–1935), lernte bei den Gebrüdern Körting[8]
- Hans Werner, arbeitete 1904 bis 1909 als Ingenieur bei Körting
- Carl-Bruno Schirp, früheres Vorstandsmitglied bei Körting und von 1992 bis 2001 Vorsitzender des Industrie-Clubs Hannover